# Gustav Wunderwald

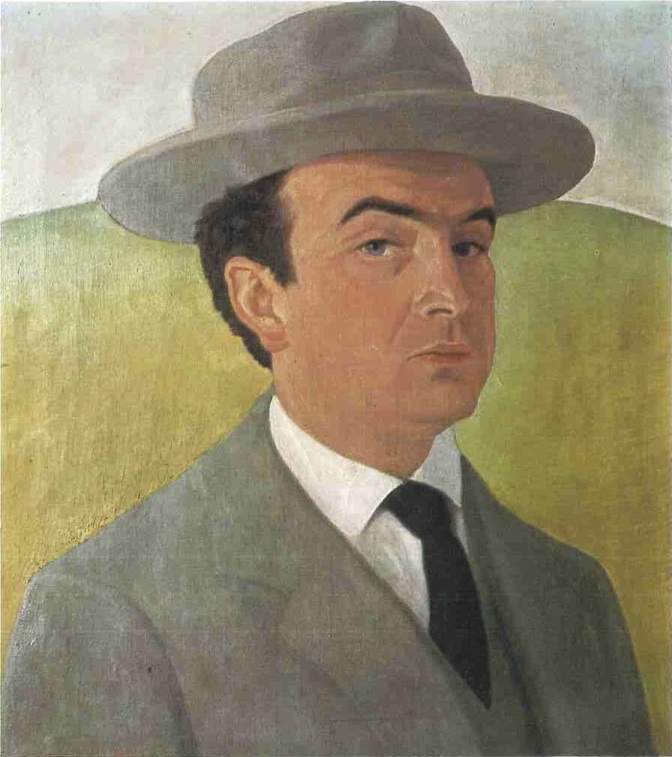
Selbstbildnis, 1914.

Gustav Wunderwald (* 1. Januar 1882 in Kalk; † 24. Juni 1945 in Berlin) war ein deutscher Bühnenbildner und neusachlicher Maler der Moderne. Die Nationalsozialisten brandmarkten seine Kunst als „entartet“ und erteilten ihm Berufsverbot.

## Leben und Werk
Gustav Wunderwald war Sohn des Büchsenmachers Karl Wunderwald und dessen Ehefrau Adelheid, geb. Hirtz. Sein Onkel war der Düsseldorfer Dekorationsmaler und Fahnenfabrikant Alex Wunderwald, dessen Kinder Wilhelm und Ilna wurden ebenfalls Künstler. Gustav Wunderwald begann eine Lehrzeit (1896–1898) bei dem Kölner Malermeister Wilhelm Kuhn, wechselte als Kulissenmaler (1899–1900) zu Prof. Max Brückner nach Gotha und war von 1900 bis 1904 als Maler bei Georg Hartwig & Co. Atelier für Theatermalerei, Berlin-Charlottenburg, tätig. Von 1904 bis 1907 wirkte er als Bühnenbildner an der Königlichen Oper Stockholm und war von 1907 bis 1908 Mitglied des „Schauspiel- und Musikvorstandes“ des Düsseldorfer Schauspielhauses unter Louise Dumont und Gustav Lindemann. Dort erfolgte auch sein Ausstellungsdebüt, und er lernte seinen langjährigen Freund, den rheinischen Schriftsteller und Dramatiker Wilhelm Schmidtbonn (1876–1952), kennen. Im Mai 1908 heiratete er Amalie Minna Gerull (1881–1941). Mit ihr und dem Ehepaar Schmidtbonn verbrachte er die Jahre 1908/09 in Tegernsee – kurzfristig lebten auch die Bonner August und Elisabeth Macke in der dortigen Villa Brand.
Seine Stellung in Düsseldorf, die ihm Anerkennung namhafter Theaterexperten eintrug, gab er auf, um zunächst für ein Jahr „in der Natur“ zu arbeiten und zu leben. Dieses von ihn als „Experiment“ verstandene Lebensphase beendete er 1909, als er am Tiroler Landestheater Innsbruck kurzzeitig als „Angehöriger des technischen Personals“ fungierte. Bereits 1910 siedelte er nach Freiburg um, wo er bis 1911 die Stelle des „Ateliervorstehers des Malersaals“ am Stadttheater versah. An einer Ausstellung des Freiburger Kunstvereins war er im März 1911 beteiligt. 1912 gelang Wunderwald der Karrieresprung nach Berlin: Als Dekorationsmaler wirkte Wunderwald bis 1917 am Deutschen Opernhaus in Berlin-Charlottenburg, wo er „dramaturgisches Gefühl“ „ins Bildhafte, in Form, Farbe und Atmosphäre“ umsetzte. Diese Tätigkeit wurde allerdings von 1915 bis 1918 durch seinen Fronteinsatz im Ersten Weltkrieg im damaligen Mazedonien unterbrochen.
Ab 1919 lebte er als freier Maler in Berlin-Charlottenburg. Bis zum Ersten Weltkrieg entstanden neben Bühnenbildern realistische Gemälde und Zeichnungen von Rheinland-, Tiroler, Schwarzwald-, Havel- und ostpreußischen Landschaften sowie Figurenbilder seiner Frau, von Familienangehörigen und Kriegskameraden. 1918 realisierte sich Wunderwald seinen Lebenstraum: Er wurde freischaffender Maler in Berlin-Charlottenburg.
Die Berliner Kunst- und Buchhandlung Landsberg richtete 1924 mit 20 Nummern eine erste umfangreichere Einzelausstellung aus; 1925 und 1926 war Wunderwald an der Großen Berliner Kunstausstellung vertreten, und ab 1927 an zahlreichen überregionalen Ausstellungen mit Arbeiten zu den Themen Berliner Industrielandschaften in Moabit und Wedding, Straßenschluchten des Prenzlauer Berg, Mietskasernen, Hinterhäuser und -höfe in Spandau, Brücken, Unterführungen, Bahnhöfe, Reklamewände, aber auch Villen in Charlottenburg, ländlich geprägte Ortschaften in der unmittelbaren Umgebung Berlins, Havel-, Spree- und Ostpreußenlandschaften. Den Menschen reduzierte er dabei auf die Rolle anonymer Rückenfiguren.
Diese von 1925 bis 1930 in realistisch-dokumentarischer Stilsprache formulierten Berliner Stadtveduten bilden Wunderwalds herausragende künstlerische Leistung gemäß seinem Schaffensmotto: „Die tristesten Dinge haben es mir angetan und liegen mir im Magen, Moabit und der Wedding packen mich am meisten, diese interessante Nüchternheit und Trostlosigkeit“ (1926). Der Kunstkritiker Paul Westheim (1886–1963) widmete Wunderwald 1927 anlässlich der Gruppenausstellung „Das Gesicht von Berlin 1926“ in der Berliner Galerie Neumann & Nierendorf im Januarheft des von ihm herausgegebenen „Kunstblatt“ einen monographischen Essay und charakterisierte ihn als „Berliner Utrillo“, ein Etikett, das Wunderwald sehr schmeichelte.
Den Schlusspunkt von Wunderwalds Ausstellungstätigkeit setzte 1934 die Große Berliner Kunstausstellung. In der Zeit des Nationalsozialismus wurden seine Werke von den NS-Machthabern als sogenannte Entartete Kunst abgelehnt, ab 1934 durfte er weder ausstellen noch Arbeiten verkaufen, weil seine Malweise im Gegensatz zur Kunst im Nationalsozialismus stand. Mit dem Kolorieren von Werbefilmen für die Ufa und den Mars-Film, Berlin-Ruhleben, suchte er seinen Teil zum Lebensunterhalt beizutragen, der freilich zum größten Teil von seiner Ehefrau, einer Schneiderin, bestritten wurde. Nach ihrem Tod heiratete Wunderwald 1941 Berta Ludwig (1900–1990).
Gustav Wunderwald starb nach einer Wasservergiftung am 24. Juni 1945 im Alter von 63 Jahren in Berlin. Die Beisetzung erfolgte auf dem Friedhof Heerstraße in Charlottenburg im heutigen Ortsteil Westend. Das Grab wurde 1970 eingeebnet.
Die Wiederentdeckung Wunderwalds nach dem Zweiten Weltkrieg leitete der Berliner Kunstamtsleiter Friedrich Lambart 1950 mit der Retrospektive „Berlin im Bild“ im Rathaus Tiergarten ein. Ihr folgten Einzelausstellungen in Berlin (Haus am Lützowplatz, 1962, und Galerie Bassenge, 1971/72), München (Galerie Gunzenhauser, 1972) sowie ab 1965 infolge des wachsenden Interesses an der Kunst der Neuen Sachlichkeit die Teilnahme an zahlreichen nationalen und internationalen Gruppenausstellungen. Die umfassendste Einzelausstellung realisierten die Berlinische Galerie 1982 und die Städtische Galerie Albstadt 1982/83 anlässlich des 100. Geburtstages des Malers.
Wunderwalds malerisches Œuvre umfasst etwa 180 Gemälde, die sich überwiegend in deutschem Privatbesitz bzw. im Besitz folgender Museen befinden: Berlinische Galerie, Berlin; Neue Nationalgalerie, Berlin; Stadtmuseum Berlin; Stadtmuseum Bonn; Hessisches Landesmuseum, Darmstadt; Theaterwissenschaftliche Sammlung der Universität Köln; Kunstforum Ostdeutsche Galerie, Regensburg.

## Werkauswahl

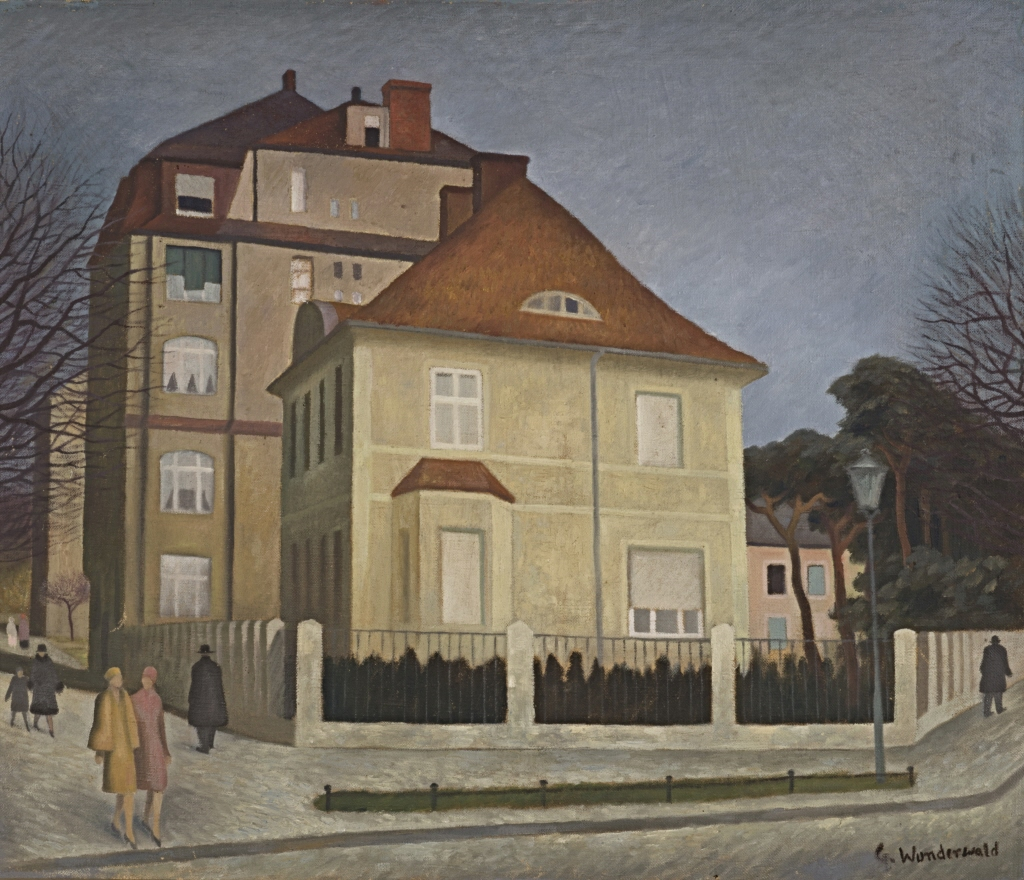
Am Kaiserdamm
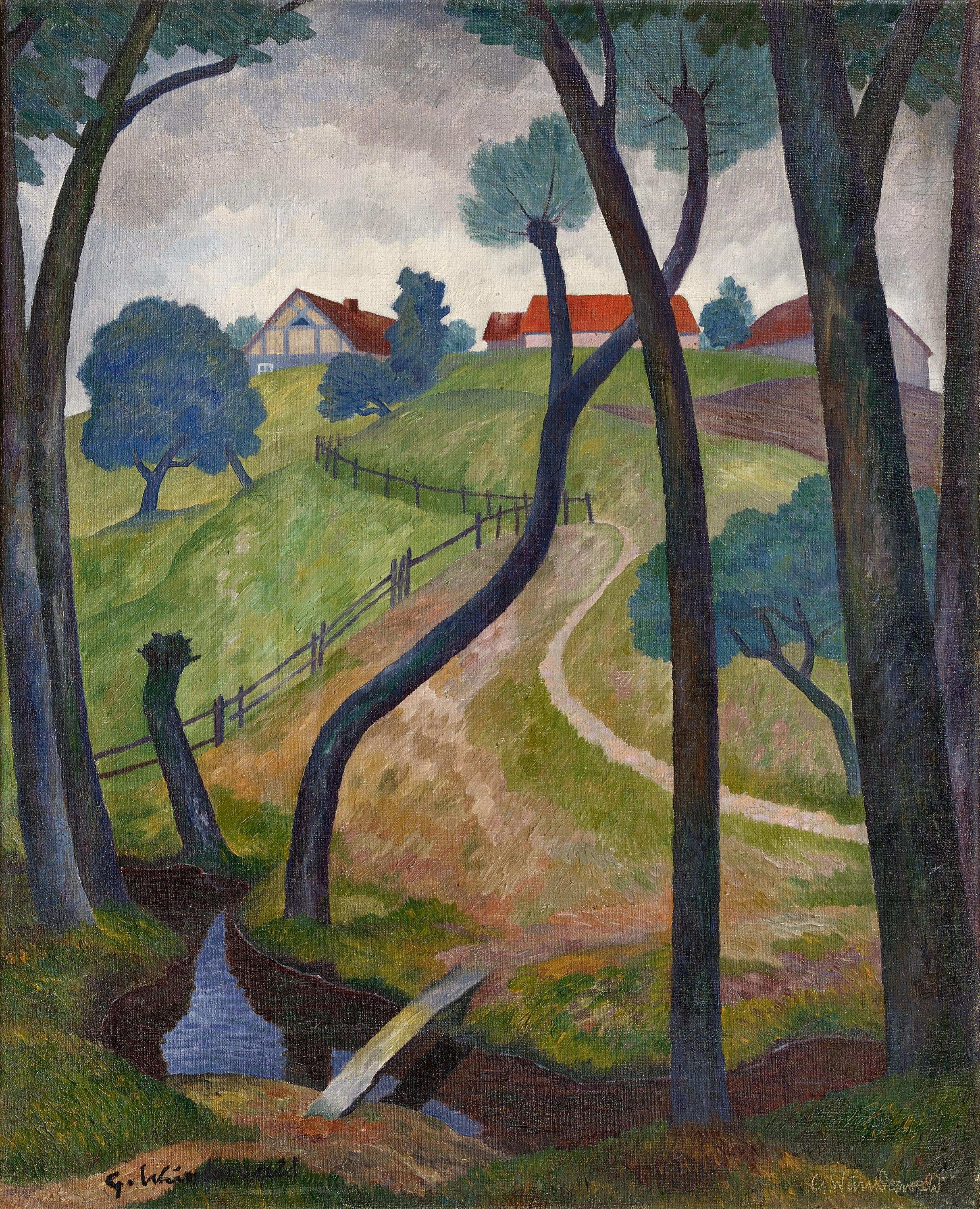
Ostpreussenlandschaft
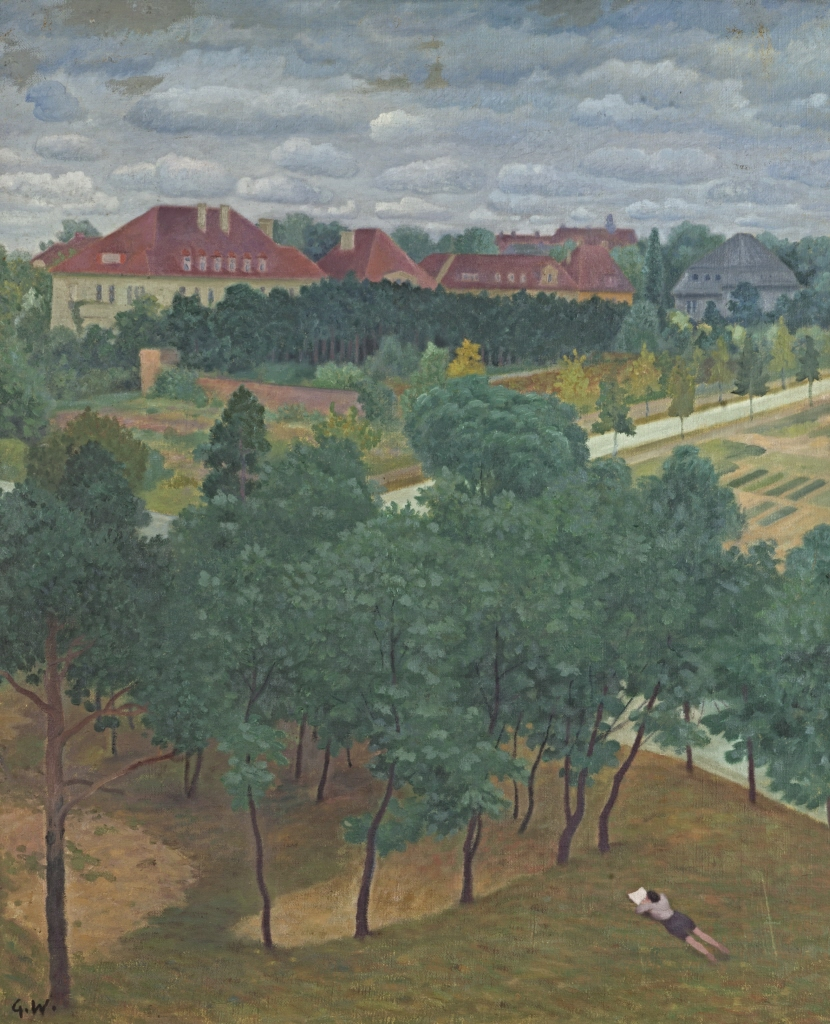
Berlin-Westend
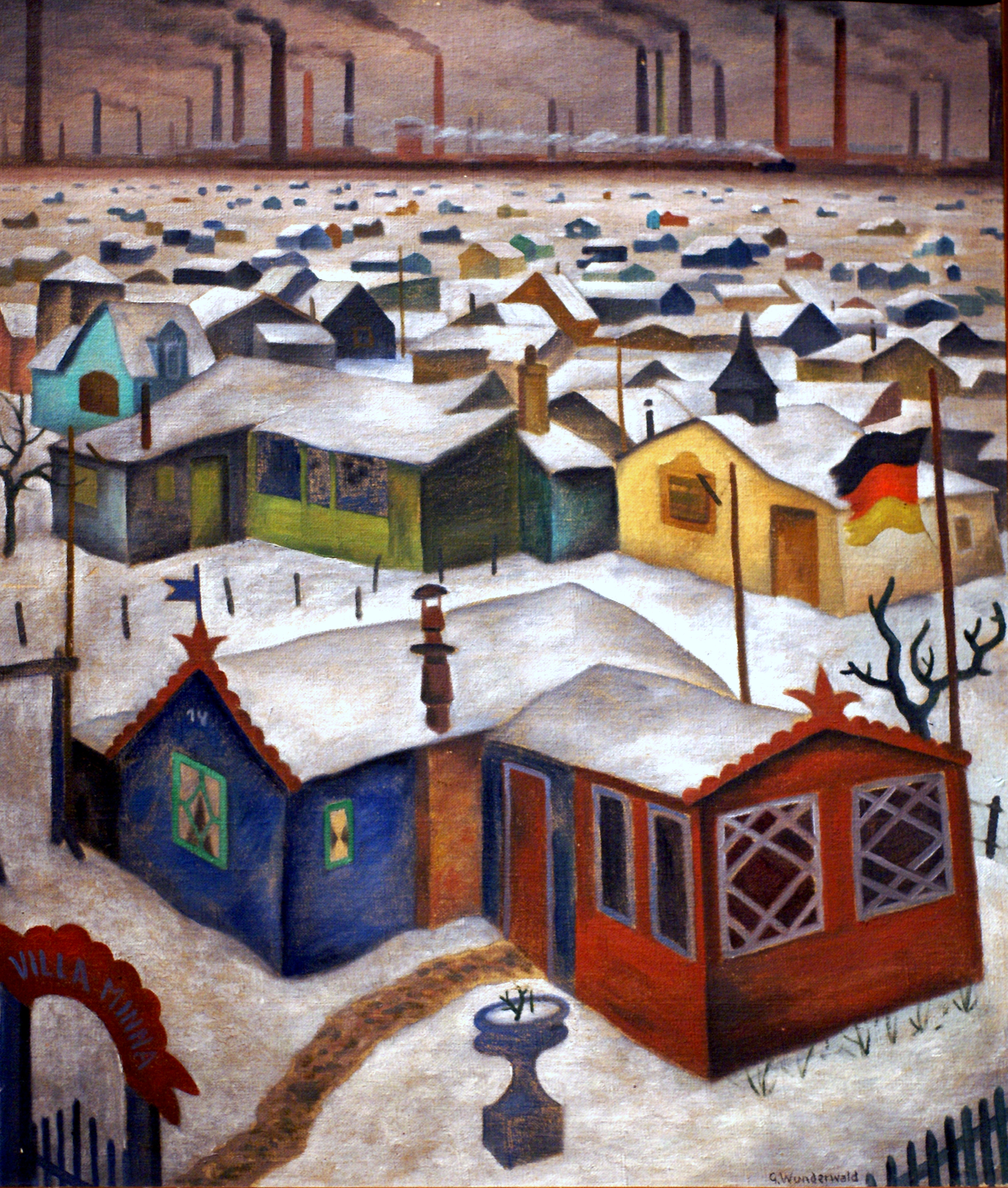
Laubenkolonie
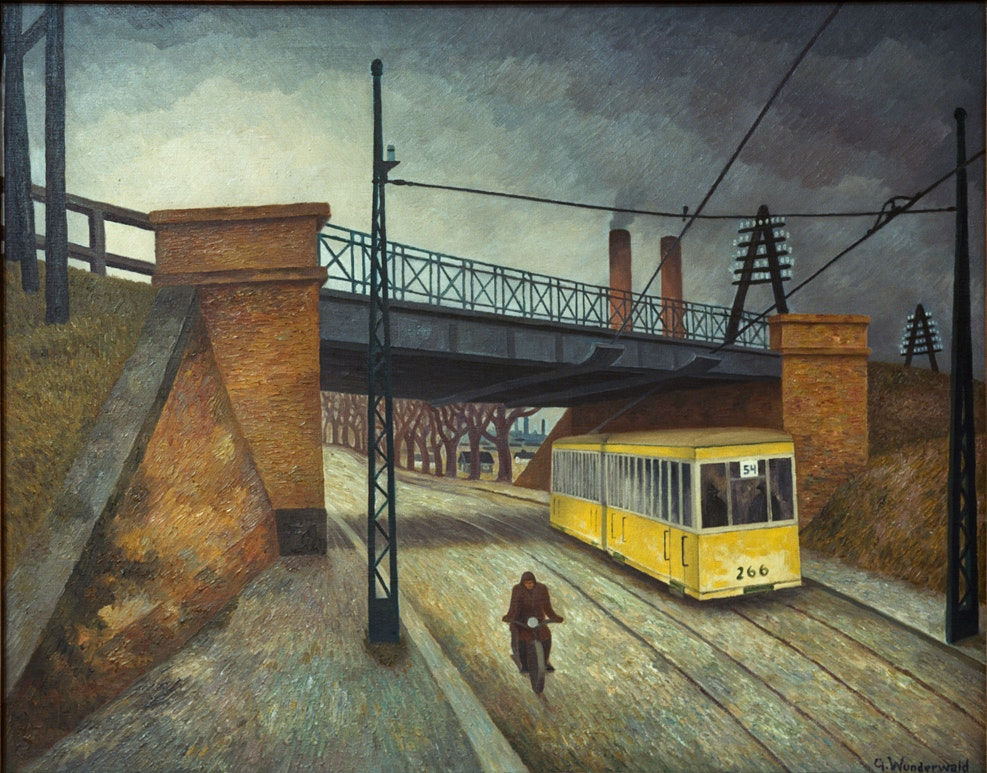
Unterführung in Spandau
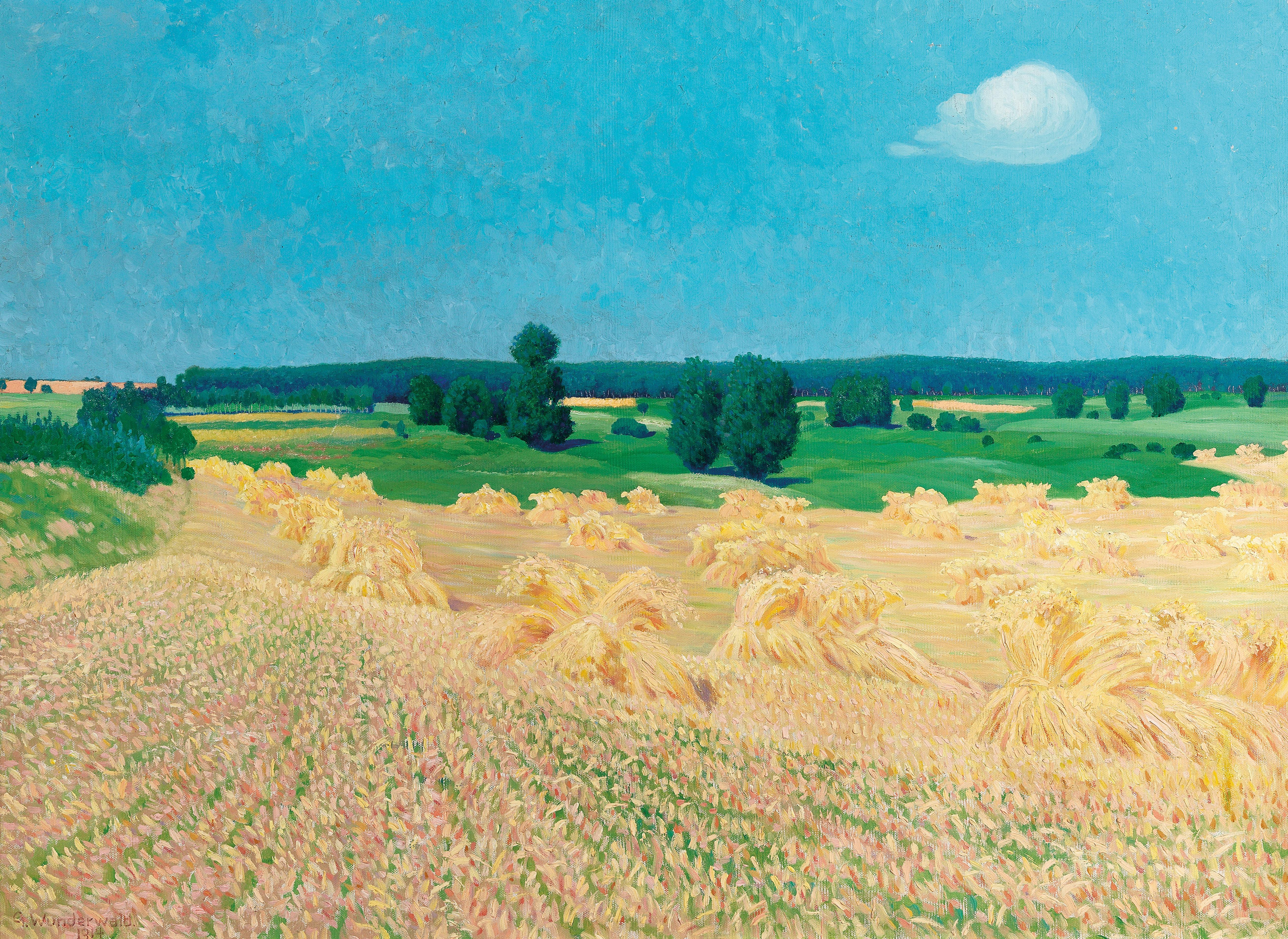
Sommerlandschaft